# Josip Vrhovec
Josip Vrhovec (serbisch-kyrillisch Јосип Врховец; * 9. Februar 1926 in Zagreb; † 15. Februar 2006 ebenda) war ein Politiker des Bundes der Kommunisten Jugoslawiens (BdKJ) in der Sozialistischen Föderativen Republik Jugoslawien (SFRJ), der unter anderem zwischen 1978 und 1982 Außenminister, von 1983 bis 1984 Sekretär des Zentralkomitees des Bundes der Kommunisten Kroatiens sowie zwischen 1984 und 1989 Mitglied im Präsidium der Sozialistischen Föderativen Republik Jugoslawien war.

## Leben
Vrhovec nahm 1941 am Partisanenkrieg teil, dem sogenannten „Nationalen Befreiungskampf der Völker Jugoslawiens“. Im November 1943 wurde er Angehöriger der Volksbefreiungsarmee und trat 1944 der illegalen Kommunistischen Partei bei. Nach Ende des Zweiten Weltkrieges wurde er 1945 Soldat der Jugoslawischen Volksarmee und begann anschließend 1951 ein Studium an der Fakultät für Wirtschaftswissenschaften der Universität Belgrad, das er 1956 beendete.
1956 wurde Vrhovec Chefredakteur des Vjesnik u srijedu und war danach von 1957 bis 1959 Korrespondent der kroatischsprachigen Tageszeitung Vjesnik in Großbritannien. Anschließend war er zwischen 1959 und 1963 erneut Chefredakteur des Vjesnik u srijedu sowie zwischen 1963 und 1967 Korrespondent des Vjesnik in den USA, ehe er schließlich von 1968 bis 1970 Chefredakteur der Tageszeitung Vjesnik war. 1970 wurde er Mitglied des Exekutivkomitees des Zentralkomitees (ZK) des BdKJ sowie im Dezember 1971 Sekretär des Exekutivkomitees des ZK des Bundes der Kommunisten Kroatiens. Im Anschluss wurde er 1974 Mitglied des Präsidiums des ZK des BdKJ und war dessen Sekretär für Ideologie und theoretische Angelegenheiten sowie Präsident der Parteihochschule Josip Broz Tito.
Danach wurde Vrhovec am 17. Mai 1978 als Nachfolger von Miloš Minić Bundesminister für Auswärtige Angelegenheiten (Савезни секретар за иностране послове) und übte dieses Amt bis zu seiner Ablösung durch Lazar Mojsov am 17. Mai 1982 aus. 
1983 folgte er Jure Bilić als Sekretär des ZK des Bundes der Kommunisten Kroatiens SKH (Savez komunista Hrvatske) und fungierte damit bis zu seiner Ablösung durch Mika Špiljak 1983 als Parteichef der Kommunistischen Partei in dieser Teilrepublik der SFRJ.
Zuletzt wurde Vrhovec am 15. Mai 1984 als Vertreter der Sozialistischen Republik Kroatien Mitglied im Präsidium der Sozialistischen Föderativen Republik Jugoslawien und damit erneut Nachfolger von Mika Špiljak. Diesem kollektiven Gremium, das den Staatspräsidenten der SJRJ stellte, gehörte er bis zum 15. Mai 1989 an. Im Anschluss wurde Stipe Šuvar Vertreter Kroatiens im Staatspräsidium.